# مهمان سیزدهم
مهمان سیزدهم (انگلیسی: The Thirteenth Guest) یک فیلم معمایی کمدی دلهره‌آور پیشا-کد است که در سال ۱۹۳۲ منتشر شد.

## بازیگران
- جینجر راجرز
- لایل تالبوت
- جی. فارل مک‌دانلد
- پال هرست
- ارویل آلدرسون
- اتل ویلز
- کرافورد کنت
- ادی فیلیپس
- فرانسیس ریچ
- فیلیپس اسمالی
- آلن کاون
- ویلیام بی. دیویدسون
- جان اینس
- تام لاندن
- هری تنبروک
- ایدریان دور
- تاینی سندفورد